# Ветцель, Фридрих Готлиб
Карл Фридрих Готтлиб Ветцель (нем. Karl Friedrich Gottlob Wetzel; 14 сентября 1779, Баутцен — 29 июля 1819, Бамберг) — немецкий писатель

, поэт, драматург, журналист, редактор. Представитель йенских романтиков.

## Биография
Родился в бедной семье портных. После окончания школы, изучал медицину в университетах Лейпцига и Йены, позже, философию.
С 1805 года жил в Дрездене. С 1808 года активно сотрудничал с литературным журналом Генриха фон Клейста «Феб» (Phöbus), с 1809 года работал редактором Fränkischer Merkur в Бамберге, также сотрудничал с местным виноторговцем и издателем Карлом Фридрихом Кунцем, первым издателем Э. Т. А. Гофмана, и стал, вероятно, одним из первых, оценивших его литературный дар.

## Творчество
Входил в круг Фридриха фон Шлегеля.
Одним из первых произведений Ветцеля был «Der magische Spiegel» (1805), в котором он как бы предугадал политические события 1806—1807 годов.
Из его трагедий «Jeanne d’Arc» в своё время приравнивали по замыслу и выразительности к «Jungfrau von Orleans» Шиллера.
Опубликованные два тома «Schriftproben» заключают в себе хорошие стихотворения, к которым примыкает отдельный том специально военных стихотворений, написанных во время подъёма национального духа в Германии, избавившейся от Наполеона I.
Весёлый и шутник от природы, Ветцель оставил ещё два томика юмористических стихотворений с примесью фантастического элемента: «Rhinoceros» (1810) и «Prolog zum grossen Magen» (1815).
Многие из его работ появились под псевдонимами, такими как «Теофраст» и «Истхамар».

## Избранные сочинения
- Strophen, поэма, 1803
- Jeanne d’Arc, трагедия, 1817
- Hermannfried, трагедия.